# Rẻ quạt Makira
Rẻ quạt Makira (tên khoa học Rhipidura tenebrosa) là loại chim thuộc họ Rhipiduridae.
Nó là loài đặc hữu ở quần đảo Solomon.